# کاتارینه زالیان-مانوکیان
کاتارینه زالیان-مانوکیان (ارمنی: Կատարինե Զալյան-Մանուկյան؛ انگلیسی: Katarine Zalyan-Manukyan;زادهٔ؟ - درگذشته ۱۹۶۵) یک سیاستمدار اهل ارمنستان بود که از تاریخ ۴ ژوئن ۱۹۱۹ تا تاریخ ۲ دسامبر ۱۹۲۰ سمت نمایندگی دومین دوره مجلس ملی اولین جمهوری ارمنستان را برعهده داشت. وی در کنار پرچوهی پارتیزپانیان-بارسغیان و واروارا ساهاکیان یکی از سه نماینده زن حاضر در مجلس بود.

## زندگی‌نامه
وی در سال ۱۹۱۷ با آرام مانوکیان نمود این زوج صاحب یک دختر به نام سدا شدند.